# ネクストレベルホールディングス
ネクストレベルホールディングス株式会社（英: Next Level Holdings CO.,LTD.）は、東京都新宿区西新宿に本社を置き、各種HRマッチングプラットフォームの運営を行い、スキマバイトサービス「ネクストレベル」を展開する日本の企業。

## 概要
日本最大級のスキマバイト（短時間・単発の仕事）プラットフォーム「ネクストレベル」を運営する。全国各地に多くの登録ワーカーを持ち、取引先企業数は4万社以上（2022年7月）。
ワーカーは、面接なし、登録説明会なし、アプリで登録し翌日からの仕事探しができ、日払いサービスもアプリ1つで利用化である。また、企業も最短1日から、1日3時間からの翌日手配が可能で、ワーカーの欠員率は業界最低基準ということもあり、繁忙期やスポットなどの急な人手不足にも対応している。派遣と請負案件がある.

## 沿革
- 2008年7月 - ネクストレベル設立
- 2012年4月 - 東京本社
- 2013年10月 - 名古屋支店
- 2015年4月 - 金沢支店
- 2015年6月 - 横浜支店
- 2015年7月 - 福岡支店、神戸支店
- 2015年12月 - 京都支店、広島支店
- 2016年4月 - 浜松支店、埼玉支店
- 2017年2月 - 北九州支店
- 2017年6月 - グループ会社「クロスオーダー」、グループ会社「ニューライフ」
- 2017年9月 - 千葉支店
- 2017年12月 - 品川支店
- 2018年2月 - グループ会社「ジェード」
- 2018年4月 - ネクストレベルホールディングス株式会社、グループ会社「キャリナビネクスト」
- 2018年10月 - アードコレクト、仙台支店、パートナー事業部開設
- 2018年11月 - 札幌支店
- 2019年1月 - グループ会社「ネクストプレイヤー」
- 2019年2月 - グループ会社「レベルスタッフ」、松山支店、岡山支店、新潟支店、沖縄支店
- 2019年4月 - グループ会社「ネクストチェンジ」、グループ会社「ネクストジョブズ」、グループ会社「ネクサーズ」、グループ会社「メディアネクスト」、グループ会社「バーテックス」、グループ会社「イベントジャパン」
- 2019年6月 - グループ会社「ワンド」、グループ会社「ネクストスプレンダー」
- 2019年7月 - シェアバイトリリース開始
- 2020年2月 - 新潟コールセンター事業部開設
- 2020年2月 - 社長募集プロジェクト始動
- 2021年6月 - 日本マーケティングリサーチ機構の調査で3冠獲得 ”企業が利用したいギグワークサービスNo.1” ”10代～30代がスキマバイトとして働きたいランキングNo.1” ”ギグワークサービス注目度No.1”
- 2022年9月 - ”レッツゴー万博2025カウントダウン３夢洲花火大会”にて冠スポンサーを務める
- 2023年1月 - インフルエンサー春木開氏と、社長になりたい志願者を様々な業種の社長が支援する「社長ファイトクラブ」を企画・運営開始
- 2023年8月 - エンターテインメント花火ショー「ファイナルファンタジーXIV 10th ANNIVERSARY FIREWORKS & MUSIC　にて冠スポンサーを務める
- 2023年10月 - 大人気Youtuberラファエル氏と日本の年収の現状を変えるべく新しい形の転職番組「年収オークション」を企画・運営開始
- 2025年2月 - 日本一の民泊・貸別荘・グランピング・キャンプ場を決めるコンテスト！BEST OF MINPAKU 2025にて冠スポンサーを務める

## サービス
- 社長募集プロジェクト（独立支援）
- 職場体験型採用支援
- スキマバイトサービス
- 全額日払いサービス
- モニタリング事業（マーケティング関連）
- 社長ファイトクラブ
- 年収オークション
- シフトマッチ

## 主要グループ会社
- NEXT LEVEL
- NEXT Change
- キャリナビNEXT
- NEXT Jobs
- LEVEL STAF
- NEXTPlayer
- イベントジャパン
- クロスワーカー
- ゆとみ[3]
- Only Ship

（全40社以上　2025年2月時点）